# Modesto Denis
Modesto Denis (* 9. März 1901 in Bella Vista; † 30. April 1956) war ein paraguayischer Fußballtorwart. Er war zwischen 1922 und 1930 Stammtorhüter der paraguayischen Nationalmannschaft und nahm an der Fußball-Weltmeisterschaft 1930 teil.

## Karriere

### Verein
Denis spielte während seiner gesamten Vereinskarriere für den Club Nacional in Asunción. Mit dem Verein gewann er die paraguayische Meisterschaft in den Jahren 1924 und 1926.

### Nationalmannschaft
Denis debütierte bei der Copa América 1922 in der paraguayischen Nationalmannschaft und war bis 1930 als Torwart aktiv. Während dieser Zeit absolvierte er insgesamt 30 Länderspiele. Denis nahm an fünf Ausgaben der Copa América teil: 1922, 1923, 1924, 1925 und 1926. In diesen Turnieren war er regelmäßig als Stammtorwart im Einsatz. Paraguay erreichte dabei 1922 und 1924 jeweils den zweiten Platz.
Bei der ersten Fußball-Weltmeisterschaft 1930 in Uruguay gehörte Denis zum paraguayischen Kader. Im ersten Gruppenspiel gegen die USA stand er als Torwart auf dem Platz; Paraguay verlor dieses Spiel mit 0:3. Im zweiten unbedeutenden Gruppenspiel gegen Belgien, das Paraguay mit 1:0 gewann, kam Pedro Benítez zum Einsatz. Paraguay schied nach der Gruppenphase aus. Für Denis war das Spiel gegen die USA sein letztes Länderspiel.

## Erfolge
Nacional
- Paraguayischer Meister: 1924, 1926